# Généalogie des rois de France
Cette généalogie des rois de France présente la succession des rois sur le trône de France.

## Présentation
Les échelons intermédiaires figurent en italique, tandis que les rois sont en gras et précédés d'une couronne d'or. Les deux rois robertiens sont précédés d'une couronne de bronze.  
À partir de l'extinction des Capétiens directs, il fut décidé que la couronne en France se transmettrait uniquement par les mâles (règle dite de la loi salique). Ainsi, l'héritier du trône devenait automatiquement l’aîné masculin de la branche aînée subsistante, ce qui évitait toute contestation éventuelle par un descendant cognatique. 

## Rois capétiens
Eudes et Robert Ier sont des Robertiens (lignée agnatique précédant Hugues Capet).
- Robert le Fort
  -  Eudes
  -  Robert Ier
    - Hugues le Grand
      -  Hugues Ier Capet - 1er roi capétien
        -  Robert II le Pieux - 2e
          -  Hugues II - 3e[Note 1]
          -  Henri Ier - 4e
            -  Philippe Ier  - 5e
              -  Louis VI le Gros - 6e
                -  Philippe de France - 7e[Note 2]
                -  Louis VII le Jeune - 8e
                  -  Philippe II Auguste - 9e
                    -  Louis VIII le Lion- 10e
                      -  Louis IX Saint Louis - 11e
                        -  Philippe III le Hardi - 12e
                          -  Philippe IV le Bel - 13e
                            -  Louis X le Hutin - 14e
                              -  Jean Ier le Posthume - 15e

                            -  Philippe V le Long - 16e
                            -  Charles IV le Bel - 17e

                          - Charles de France
                            -  Philippe VI - 18e
                              -  Jean II le Bon - 19e
                                -  Charles V le Sage - 20e
                                  -  Charles VI le Fol - 21e
                                    -  Charles VII le Victorieux - 22e
                                      -  Louis XI « Universelle Aragne » - 23e
                                        -  Charles VIII l'Affable - 24e

                                  - Louis de France
                                    - Charles d'Orléans
                                      -  Louis XII le Père du Peuple - 25e

                                    - Jean d'Orléans
                                      - Charles d'Orléans
                                        -  François Ier le Père et Restaurateur des Lettres - 26e
                                          -  Henri II - 27e
                                            -  François II - 28e
                                            -  Charles IX - 29e
                                            -  Henri III - 30e

                        - Robert de Clermont
                          - Louis Ier de Bourbon
                            - Jacques Ier de Bourbon-La Marche
                              - Jean Ier de Bourbon-La Marche
                                - Louis Ier de Bourbon-Vendôme
                                  - Jean VIII de Bourbon-Vendôme
                                    - François de Bourbon-Vendôme
                                      - Charles IV de Bourbon
                                        - Antoine de Bourbon
                                          -  Henri IV le Grand - 31e
                                            -  Louis XIII le Juste - 32e
                                              -  Louis XIV le Roi-Soleil - 33e
                                                - Louis de France[Note 3]
                                                  - Louis de France[Note 4]
                                                    -  Louis XV le Bien-Aimé - 34e
                                                      - Louis de France
                                                        -  Louis XVI- 35e
                                                          - Louis XVII

                                                        -  Louis XVIII - 36e
                                                        -  Charles X - 37e

                                              - Philippe de France
                                                - Philippe d’Orléans[Note 5]
                                                  - Louis d’Orléans
                                                    - Louis-Philippe d’Orléans
                                                      - Louis-Philippe d’Orléans[Note 6]
                                                        -  Louis-Philippe Ier le Roi-Citoyen (Roi des Français) - 38e